# 강화유수부 이방청
강화유수부 이방청(江華留守府 吏房廳)은 인천광역시 강화군 강화읍 관청리에 있는 조선시대의 건축물이다. 1995년 3월 2일 인천광역시의 유형문화재 제26호로 지정되었다.

## 개요
강화유수부 안에 있는 이방·호방·예방·병방·형방·공방 6방의 건물 중 이방청으로 조선 중기의 관청 건물이다. 조선 효종 5년(1654)에 유수 정세규가 세웠고, 정조 7년(1783)에 유수 김노진이 건물 내부를 고쳐 괘홀당이라고 불렀다. 나무로 된 1층의 기와집으로 ㄷ자형이며, 지붕 옆면이 여덟 팔(八)자 모양인 팔작지붕집이다. 여러 차례 고쳐서 옛날 관청의 모습을 잘 알 수는 없으나, 조선시대 지방의 이방청을 알 수 있는 귀중한 자료이다.

## 사진

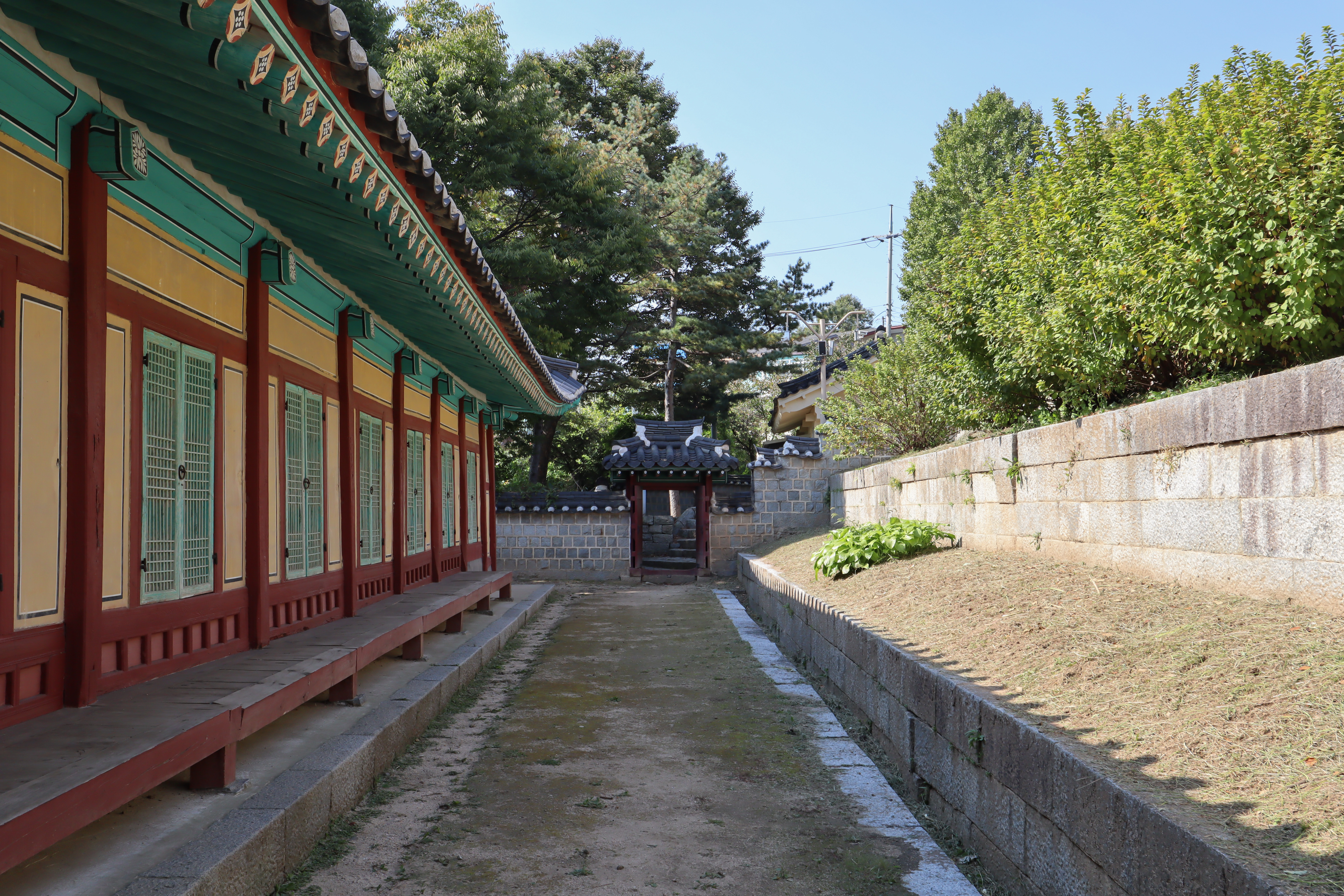
유수부 이방청 뒷길
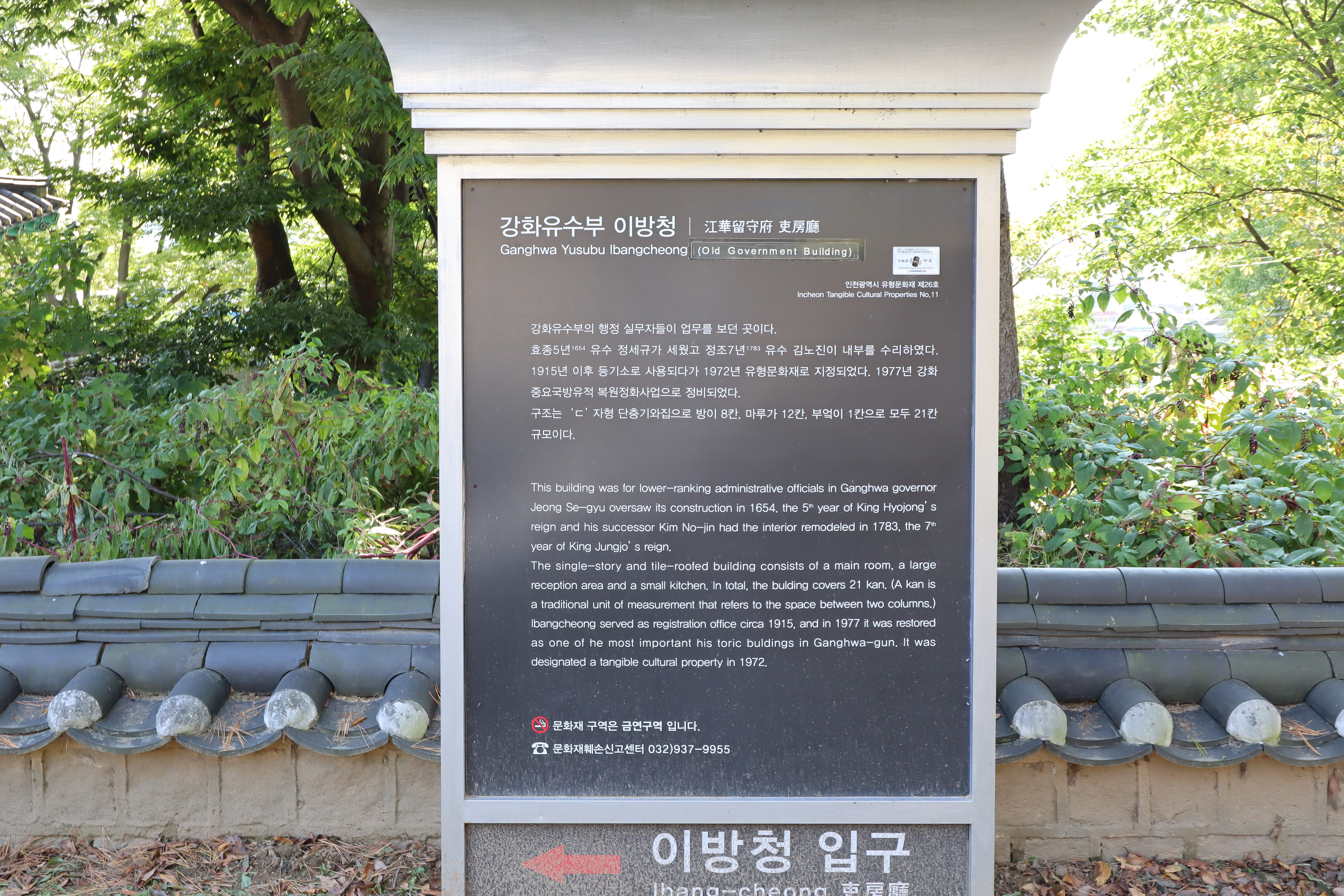
유수부 이방청 설명문

## 참고 문헌
- 강화유수부 이방청 - 국가유산청 국가유산포털